# 아이패드 (11세대)
아이패드 (11세대) (공식 명칭은 아이패드(A16))는 애플의 태블릿 컴퓨터로, 아이패드 10세대의 후속 모델로 2025년 3월 4일에 발표되었다.

## 사양

### 하드웨어
아이패드 11세대는 전작인 아이패드 10세대와 비슷한 외관을 가지고 있다. 이전 모델과 같이 전원 버튼에 Touch ID 센서가 있다. 아이패드 에어 및 아이패드 10세대와 동일하게 11인치 2360x1640 해상도의 라미네이트되지 않은 리큐드 레티나 디스플레이와 iPhone 14 프로에서 처음 사용된 A16 프로세서가 아이패드 최초로 탑재되었다. 이 아이패드에서 사용된 A16는 5코어 CPU, 4코어 GPU, 16코어 뉴럴 엔진을 가지고 있으며 아이폰 14가 동일한 6GB 메모리를 가지고 있다. 칩과 RAM의 부족으로 애플 인텔리전스를 지원하지 않는다.

### 디자인
아이패드 11세대는 2022년 초 출시된 아이패드 에어, 아이패드 미니 모델과 마찬가지로 실버와 스페이스 그레이와 더불어 여러 색상으로 출시되었다. 그러나 아이패드 에어 및 아이패드 미니에서 볼 수 있는 차분한 색상과 달리, 아이패드 10세대는 4가지 화사한 색상(실버, 핑크, 블루, 옐로)으로 제공된다.
| 색깔 | 이름 |
| ---- | ---- |
|      | 실버 |
|      | 핑크 |
|      | 블루 |
|      | 옐로 |

### 연결성
아이패드 10세대와 마찬가지로 USB-C를 채용했다. 비슷한 디자인의 10.9인치 아이패드 에어와 달리 아이패드 10세대는 애플펜슬(2세대) 페어링이나 충전을 지원하지 않는다. 1세대 애플 펜슬을 지원하지만, 쌍으로 연결하고 충전하려면 USB-C to 라이트닝 어댑터가 필요하다. 해당 어댑터는 1세대 애플펜슬을 구매할 때 동봉되어 제공된다. 또한 아이패드 10세대는 자석으로 부착되는 새로운 매직 키보드 폴리오 액세서리와 함께 출시되었다.
11세대 아이패드는 블루투스 5.3과 Wi-Fi 6(802.11ax) 무선 기술을 갖추고 있고, 셀룰러 모델에서는 Sub-6GHz 5G도 지원한다. 전송 기능은 USB 2.0 전송 속도로 제한되며 헤드폰 커넥터가 없어 별도의 무선 헤드폰이나 USB-C 어댑터가 필요하다.

### 카메라
아이패드 11세대는 ƒ/1.8 조리개, Smart HDR 3 및 4K 비디오 녹화를 지원하는 업그레이드된 후면 12MP 와이드 카메라를 특징으로 한다. 전면 카메라는 이제 모든 아이패드에서 처음으로 아이패드의 오른쪽에 있다. 랜드스케이프 울트라 와이드 카메라는 이전 세대와 마찬가지로 센터 스테이지를 지원한다.

### 악세사리
애플 펜슬 USB-C와 1세대 애플 펜슬을 지원하며 이전 모델과 동일한 키보드인 매직 키보드 폴리오를 지원한다.